# Az eltűnt robot
Az eltűnt robot (Little Lost Robot) Isaac Asimov 1947-ben írt sci-fi novellája, amely az Astounding Science Fiction magazin márciusi számában jelent meg. Olvasható az Én, a robot és a Robottörténetek című novelláskötetben is.
|  | Alább a cselekmény részletei következnek! |

## Történet
Susan Calvin életében először elhagyja a Földet: a Hiper Bázisra utazik Peter Bogerttel. Itt kiderül, a bázison tizenkét olyan robotot alkalmaznak, amelyek módosított első törvénynek engedelmeskednek, mivel a hiperhajtóműn dolgozva a munkásoknak gyakran kell kitenniük magukat rövid távon ártalmatlan, de hosszú távon káros sugárzásnak, amit a robotok nem tűrnek el. Ezek a Nesztor (NSZ–2) modellek pont ugyanúgy néznek ki, mint a többi NSZ–2 típusú robot (még sorszámot sem kapott egyik se), csak nem kötelesek megvédeni az embert. A baj az, hogy Gerald Black dühkitörésében azt mondta az egyik módosított első törvénnyel rendelkező robotnak, hogy „tűnjön el”, az pedig egy szállítmány normális NSZ–2-es robot közt bújik el.
A robotpszichológus először külön-külön kihallgatja az összes robotot, de mind ugyanazt válaszolja a kérdésekre. 
Második kísérletként az első törvénybeli különbséget szeretné kihasználni, így az összes robot szeme láttára egy emberre súlyos tárgyat dobnak (majd még mielőtt elérhetné őt, energianyalábbal félrelökik), azonban az összes robot egyszerre pattan fel az ember segítségére sietve. 
Harmadik kísérletként egy elektromos vezetéket fektetnek a tesztben szereplő ember és a robotok közé úgy, hogy ne tudják kikerülni, és megmondják a robotoknak, hogy ha hozzáérnek, megsemmisülnek. A normális robotoknak így is az ember segítségére kéne sietniük, amit a módosított törvényes robot nem tehet meg a harmadik törvény miatt. Ez utóbbi azonban elmondja a robotoknak, hogy a vezetéken úgyse tudnak átjutni, így fölösleges önmagukat is föláldozni az emberrel együtt, így a kísérletnél minden robot ülve marad.
Ekkor Calvinnak eszébe jut még egy különbség: a módosított törvényes robotot már képezték, így megismeri a sugárzásokat. A robotoknak megmondják, hogy most lehet, hogy gamma-sugarak lesznek az emberek között, ami tönkreteszi a robot pozitronagyát, így ez esetben nem tudnak mit tenni. A sugár azonban ártalmatlan infravörös sugár, amit a normál robotok nem ismernek meg, a „mutáns” robot viszont beesik a csapdába, így megsemmisítik, majd a példája miatt a többi tizenegy hozzá hasonló robotot is.

## Megjelenések

### Angol nyelven
1. Astounding, 1947. március
2. I, Robot (Gnome Press, 1950)
3. Best SF 2 (Faber & Faber, 1956)
4. I, Robot (Digit, 1958)
5. The Stars and Under (Faber & Faber, 1968)
6. Isaac Asimov (Octopus, 1981)
7. The Complete Robot (Doubleday, 1982)
8. The Robot Collection (Doubleday, 1983)
9. The Great SF Stories 9 (1947) (Daw, 1983)
10. Golden Years of SF 5th Series (Bonanza Books, 1985)
11. The Asimov Chronicles: Fifty Years of Isaac Asimov (Dark Harvest, 1989)

### Magyar nyelven
1. Én, a robot (Kossuth, 1966, ford.: Vámosi Pál)
2. Robur #11, 1986. (ford.: Vámosi Pál)
3. Én, a robot (Móra, 1991, ford.: Vámosi Pál)
4. Robottörténetek, II. kötet (Móra, 1993, ford.: Vámosi Pál)
5. Isaac Asimov teljes Alapítvány-Birodalom-Robot Univerzuma, I. kötet (Szukits, 2001, ford.: Vámosi Pál)
6. Én, a robot (Szukits, 2004, ford.: Vámosi Pál)

| Előző | Sorozat                                               | Következő  |
| ----- | ----------------------------------------------------- | ---------- |
| Lenny | Robot sorozat Alapítvány–Birodalom–Robot regényciklus | A kockázat |